# Burgoyne Diller
Burgoyne Diller (* 13. Januar 1906 in New York City, USA; † 30. Januar 1965 ebenda) war ein US-amerikanischer Maler und Bildhauer und Vertreter der Geometrischen Abstraktion.

## Leben und Werk
A. Burgoyne Diller wuchs in Michigan auf und zog 1928 nach New York. Er studierte ab 1929 an der Art Students League of New York bis zum Jahr 1934. Ein Freund und Mitschüler war Harry Holtzman. Seine entscheidenden Einflüsse erhielt er von den Lehrern Jan Matulka und Hans Hofmann.
In den frühen 1930er Jahren zeigte er großes Interesse an den Arbeiten von Kasimir Malewitsch und an den russischen konstruktivistischen Malern. Viele seiner bekanntesten Werke zeichnen sich durch orthogonale geometrischen Formen aus, die auch ein starkes Interesse an der De-Stijl-Bewegung und an der Arbeit von Piet Mondrian im Besonderen belegen.
Burgoyne Diller war Gründungsmitglied der American Abstract Artists. Dillers abstrakte Arbeit gelten auch als „konstruktivistisch“. Er schuf auch Bilder und repräsentative Werke am Anfang seiner Karriere als Wandmaler für das New York City Federal Art Project. Jm Jahr 1968 war er mit 4 streng quadratischen, geometrisch abstrakten Bildern posthum auf der 4. documenta in Kassel vertreten.
Seine Arbeiten sind Teil der Sammlung von vielen großen Museen, darunter das Whitney Museum of American Art und das Metropolitan Museum of Art in New York, sowie die National Gallery of Art und das Hirshhorn Museum and Sculpture Garden in Washington, D.C.